# Wiener Volksbefragungen
Die Wiener Volksbefragungen sind ein seit Anfang der 1970er Jahre auf Ebene der Gemeinde Wien gepflegtes konsultatives Instrument der Referendumsdemokratie. Ihre Rechtsgrundlage beruht auf den § 112a bis 112d der Wiener Stadtverfassung und dem Wiener Volksbefragungsgesetz vom 13. Dezember 1979 in der Fassung vom 17. April 2001.

## Geschichte

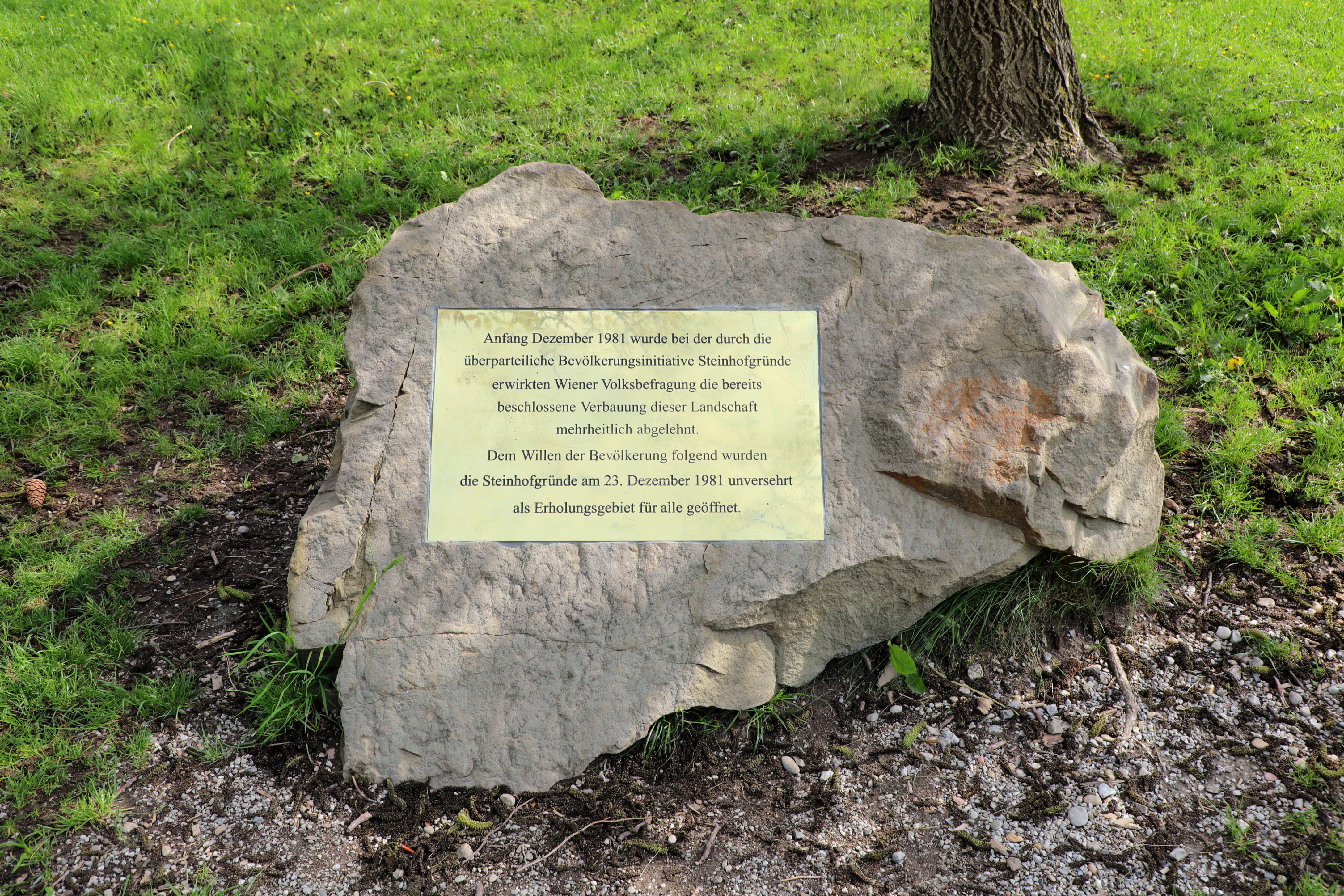
Gedenkstein in der Nähe des Eingangs Feuerwache Am Steinhof in Erinnerung an die Volksbefragung Mitte Dezember 1981 bezüglich Verbauung der Steinhofgründe

Das Wachstum von Bürgerinitiativen und das zunehmende Bedürfnis nach Bürgerbeteiligung führten auch im Wien der 1970er Jahre dazu, dass Forderungen laut wurden, die repräsentative Demokratie durch mehr direkte Demokratie zu ergänzen. Wie üblich, standen die politisch führenden Schichten diesen Forderungen eher skeptisch gegenüber, während oppositionelle politische Gruppierungen und populäre Massenmedien sie als Chance erhöhter Wirksamkeit begriffen. Angesichts der damals vielfach erörterten Legitimationsdefizite repräsentativdemokratisch gefällter Entscheidungen gab es aber auch Überlegungen, umstrittene Sachentscheidungen plebiszitär abzusichern. Aus dieser Konstellation heraus kam es, noch ohne gesetzliche Grundlage, zur ersten  Wiener Volksbefragung zum Thema Sternwartepark (1973) sowie in der Folge zum Wiener Volksbefragungsgesetz.
Das direktdemokratische Instrumentarium der Wiener Volksbefragung wurde in rechtlich gebremster Form eingeführt: Im Unterschied zum Vorbild der Schweizer der Referendumsdemokratie können entsprechende Abstimmungen zwar von einem Quorum von fünf Prozent der bei den letzten Gemeinderatswahlen Stimmberechtigten erzwungen werden (derzeit sind 57.106 Unterschriften erforderlich); der Abstimmung kommt aber nicht formell sachentscheidende Wirkung zu, sondern sie dient nur konsultativ zur „Beratung“ des Gemeinderates. Außerdem kann zwar der Gemeinderat Befragungen auf Bezirksebene beschließen, durch Unterschriften „von unten“ kann dies aber nicht erzwungen werden.
Die Geschichte der Wiener Volksbefragungen erweist diese in starkem Ausmaß als Dokument des Unmuts der abstimmungswilligen Bürger. Die plebiszitäre Legitimation heftig umstrittener Projekte konnte in der Regel nicht erreicht werden (anders als beispielsweise im Falle der Hauptstadtfrage Niederösterreichs). Selbst breiteste politische und Medienallianzen erlitten im Falle besonders kontroversieller Vorhaben (etwa im Falle der Abstimmung 1991 über die EXPO Wien-Budapest 1995) überraschende Niederlagen.
Die derzeit letzte Wiener Volksbefragung fand nach nahezu zwanzigjähriger Pause im Februar 2010 statt. Sie ist insoweit atypisch, als sie „von oben“, also von Seiten der Stadtregierung initiiert wurde und, nach der Meinung zahlreicher Kommentatoren, um die Popularität der in die Defensive geratenen regierenden SPÖ vor den 2010 anstehenden Wahlen propagandistisch zu stützen.

## Wichtige Befragungen und ihre Ergebnisse

### Sternwartepark-Abstimmung, 21. bis 26. Mai 1973
Eine heterogene Verhinderungsallianz von Bürgerinitiativen, Grünen, und der Medienkampagne der mächtigen Kronenzeitung wendet sich gegen die Teilverbauung des nicht öffentlichen Parks der Universitätssternwarte Wien Währing. Der Wiener Bürgermeister Felix Slavik, der sich für das Bauprojekt engagiert hat, erhält nach dem Ergebnis der Abstimmung (57,4 % gegen die Verbauung bei etwa einem Drittel Beteiligung) nur eine Zweidrittelmehrheit bei der Wiederwahl in den Parteivorstand und stellt am 2. Juni 1973 sein Amt zur Verfügung. Bereits unmittelbar nach der Abstimmung hat der Rektor der Universität Wien, Günther Winkler dezidiert erklärt, dass eine Öffnung des Parks nach Scheitern des Bauprojekts nicht in Frage komme. 40 Jahre nach der Volksabstimmung, im Mai 2013 wurde der Park für die Öffentlichkeit zugänglich gemacht.
Frage: „Sind sie damit einverstanden, dass 3.615 Quadratmeter, das sind 6,14 Prozent des 58.891 Quadratmeter großen Sternwartegeländes in Wien-Währing, für den Neubau eines Zoologischen Instituts der Universität Wien verwendet werden, wobei auch ein Teil des bisher abgeschlossenen Gebietes als Park gestaltet und der Öffentlichkeit zugänglich gemacht wird?“
- Stimmberechtigte: 1.227.832
- Gültige Stimmen: 409.658
- JA: 174.294
- NEIN: 235.364

### Flötzersteigabstimmung vom 16. bis 18. März 1980
Aufgrund der besonders komplexen Fragestellung erscheint das Ergebnis unklar. Eine Mehrheit von Abstimmenden spricht sich für den Ausbau des Flötzersteigs als zweite Wiener Westeinfahrt aus, allerdings stimmt nur eine Minderheit für das vom Gemeinderat favorisierte Projekt einer autobahnartigen Schnellstraße in Hochlage. Das Projekt wird in der Folge nicht verwirklicht.
Gleichzeitig mit der Frage nach der Flötzersteigausbau werden auch Fragen über die Zukunft der Wiener Bezirksfriedhöfe gestellt (Mehrheit gegen die Auflassung und für die Erhaltung); über die Priorität des öffentlichen Verkehrs gegenüber dem Individualverkehr (Mehrheit dafür) sowie über die politischen Dreiecksständer außerhalb von Wahlkampfperioden (Mehrheit dagegen).
Stimmberechtigte: 1.172.816
Frage 1: „Sind Sie für wirksame Maßnahmen, um den öffentlichen Verkehr in Wien zu beschleunigen, wie zum Beispiel durch Schaffung eigener Gleiskörper für die Straßenbahn im Straßenbereich, Abgrenzung von Straßenbahngleisen im Straßenbereich mit Schwellen und ähnlichen; Vorrang für die Straßenbahn bei Verkehrsregelungen und Ampelanlagen?“
- Gültige Stimmen: 330.056
- Ungültige Stimmen: 8.659
- JA: 255.828 (77,5 %)
- NEIN: 74.228 (22,5 %)

Frage 2: „Sollen die Propagandaständer, die auf Gehsteigen, Grasflächen etc. stehen beziehungsweise an Bäumen und dergleichen befestigt sind und das Stadtbild stören, auch außerhalb von Wahlzeiten erlaubt sein?“
- Gültige Stimmen: 330.507
- Ungültige Stimmen: 8.208
- JA: 112.212 (33,9 %)
- NEIN: 218.295 (66,1 %)

Frage 3: „Sind Sie für die Schaffung einer zweiten Westeinfahrt Wiens durch den Ausbau der Flötzersteig-Bundesstraße“
- Ja?
- a) als kreuzungsfreie Hochstraße über das Wiental und die Linzer Straße,
- b) als niveaugleiche Straße mit geregelter Kreuzung mit der Linzer Straße;
- Nein?

- Gültige Stimmen: 323.827
- Ungültige Stimmen: 14.888
- JA: 183.332 (56,6 %) – davon 58.498 ohne Variante, 100.981 für Hochstraße, 23.853 für niveaugleich

- NEIN: 140.495 (43,4 %)

Frage 4: „Sind sie dafür dass der einstimmige Gemeinderatsbeschluss vom 30. Mai 1975, der ab 1995 die Auflassung der Friedhöfe Altmannsdorf, Erlaa, Gersthof, Hadersdorf, Heiligenstadt, Hetzendorf, Hirschstetten, Kaiser-Ebersdorf, Kalksburg, Lainz, Leopoldau, Meiding, Pötzleinsdorf, Siebenhirten, Stadlau und Stammersdorf-Ort vorsieht,
a) aufrecht bleibt und diese Friedhöfe ab 1995 in Parkanlagen umgewandelt werden oder
b) so abgeändert wird, dass diese Friedhöfe erhalten bleiben, auch wenn keine neuen Grabstellen geschaffen werden können?“
- Gültige Stimmen: 318.216
- Ungültige Stimmen: 20.499
- Variante a): 117.315
- Variante b): 200.901

### Abstimmung über das Konferenzzentrum und Stadterneuerung, 15. bis 17. November 1981
In diesem Fall versucht die oppositionelle ÖVP das Instrument der kommunalen Volksbefragung zu nutzen  mit populären Anliegen zu punkten. Namentlich geht es gegen das Konferenzzentrum bei der UNO-City, das heutige Austria Center Vienna, dem die ÖVP im darauf folgenden Jahr 1982 auch ein Volksbegehren auf nationaler Ebene widmen wird, das weit über eine Million Unterschriften erzielt. Hier besteht die Strategie der Rathausmehrheit darin, mehr oder weniger offen zum Boykott der von der ÖVP initiierten Volksbefragung aufzufordern – eine aus der Sicht der Sicherung des Wahlgeheimnisses etwas problematische Haltung. Sie erklärt jedenfalls den minimalen Anteil an Nein-Stimmen bei der Befragung vom November 1981.
- Stimmberechtigte: 1.155.179

- Frage 1: „Sind Sie dafür, dass die Arbeitsplätze durch Vorrang für die Stadterneuerung gesichert werden (zum Beispiel Wohnungsverbesserung statt weiterer Stadtrandsiedlungen, Nahversorgung statt neuer Supermärkte außerhalb Wiens, mehr Grün statt Beton)?“

- Gültige Stimmen: 183.589
- Ungültige Stimmen: 3.005
- JA: 169.666
- NEIN: 13.923

- Frage 2: „Sind Sie dafür, dass sich die Stadt Wien am Milliardenprojekt eines neuen Konferenzzentrums bei der UNO-City endgültig nicht beteiligt und statt dessen die Hofburg als Konferenzzentrum ausgebaut wird?“

- Gültige Stimmen: 182.699
- Ungültige Stimmen: 3.895
- JA: 164.190
- NEIN: 18.509

### Abstimmung über die Steinhofgründe vom 9. bis 11. Dezember 1981
Das von einer gemeindenahen Baufirma getragene Verbauungsprojekt einer großen Grünfläche hinter dem Areal des Krankenhauses am Steinhof wird von einer Bürgerinitiative bekämpft, die mittels Unterschriftensammlung eine Volksbefragung erzwingt. Zur Frage gestellt werden neben dem umstrittenen Projekt allerdings dann auch der Soziale Wohnbau insgesamt, eine Abgabe für unvermietete Wohnungen, die verstärkte Förderung der Altstadtsanierung und die Vermehrung der Mittel für Betriebsansiedlungen zur Sicherung der Arbeitsplätze. Die Kette vorhersagbarer Ja-Entscheidungen trägt aber nicht die von der Gemeinderatsmehrheit erhoffte Legitimierung des Projektes durch eine Mehrheit der aktiven Stimmbürger. Für die Verbauung der Steinhofgründe entscheiden sich nur 46,5 % der Votierenden, 53,5 % stimmen dagegen. Bürgermeister Leopold Gratz akzeptiert die Sachentscheidung der Wiener und proklamiert: Das Steinhofareal wird nun geöffnet.
- Stimmberechtigte: 1.154.496

- Frage 1: „Sind sie dafür, dass der Wohnbau ohne Gewinnstreben (sozialer Wohnbau) durch Gemeinde und Genossenschaften mit seinen vielfältigen Wohnformen (mehrgeschossige Wohnhäuser in Baulücken im dichtverbauten Gebiet, Wohnungen in sanierten Altbauten, neue Wohnsiedlungen, Reihenhäuser) eine vorrangige Aufgabe der Wiener Kommunalpolitik bleibt?“

- Gültige Stimmen: 247.010
- Ungültige Stimmen: 20.938
- JA: 206.044
- NEIN: 40.966

- Frage 2: „Sind Sie dafür, dass die Modernisierung und Wiederbelebung erhaltungswürdiger Wiener Altbauten (durch soziale Wohnbauträger, durch Hauseigentümer und Mieter oder durch Gruppen junger Menschen, denen Häuser zur Sanierung übergeben werden) verstärkt wird, wobei die Erträgnisse einer Abgabe für unvermietete Wohnungen (die von den Hauseigentümern zu leisten ist) ausschließlich der Altbausanierung zugute kommen sollen?“

- Gültige Stimmen: 249.584
- Ungültige Stimmen: 18.364
- JA: 209.078
- NEIN: 40.506

- Frage 3: „Sind Sie dafür, dass die Altstadtsanierung verstärkt mit öffentlichen Mitteln gefördert wird, mit dem Hauptziel, das charakteristische Wiener Stadtbild in den älteren Vierteln zu erhalten und dort zugleich modernen Wohnraum zu schaffen?“

- Gültige Stimmen: 249.959
- Ungültige Stimmen: 17.989
- JA: 224.455
- NEIN: 25.504

- Frage 4: „Sind Sie für die Errichtung von 885 modernen und erschwinglichen Wohnungen in Wien-Penzing (Steinhof-Gründe), wobei gleichzeitig mehr als 200.000 Quadratmeter Grünfläche, die den wienerinnen und Wienern bisher nicht zugänglich waren, öffentlicher Grünraum werden sollen?“

- Gültige Stimmen: 261.162
- Ungültige Stimmen: 6.786
- JA: 128. 755
- NEIN: 132.407

- Frage 5: „Sind Sie dafür, dass zur Erhaltung der Vollbeschäftigung in Wien zusätzlich zum Wohnungsbau finanzielle Mittel verstärkt eingesetzt werden, um Groß- und Kleinbetriebe zu sichern beziehungsweise anzusiedeln?“

- Gültige Stimmen: 247.195
- Ungültige Stimmen: 20.753
- JA: 212.742
- NEIN: 34.453

- Frage 6: „Sollen die Steinhof-Gründe verbaut werden?“

- Gültige Stimmen: 262.603
- Ungültige Stimmen: 5.345
- JA: 122.209
- NEIN: 140.394

### Abstimmung über die Beibehaltung der Straßenbahnlinie 8, 22. bis 24. Februar 1990
Obwohl sich (bei geringer Abstimmungsbeteiligung von nur 6 Prozent) 94 Prozent der teilnehmenden Stimmbürger für die Beibehaltung der zur U6 (ehemals Stadtbahn) parallelen Straßenbahnlinie am Gürtel aussprechen, wird diese in der Folge wie von der Gemeindeverwaltung geplant eingestellt. Die politische Gruppierung der Wiener Grünen sieht in dieser Aktion einen der Gründe für ihren Erfolg bei der nächsten Gemeinderatswahl. Als hauptverantwortlich für die Erbringung von etwa 70.000 Unterschriften sieht sich der Verein Fahrgast. Die Überfrachtung der Fragestellung mit zahlreichen weiteren Problemen bzw. mit dem Vorschlag  bezirksweiser Volksbefragungen dürfte hier zur Verwirrung der Stimmbürger beigetragen haben.
- Frage: „Sollen wegen der sich bedrohlich verschlechternden Verkehrs- und Umweltsituation in Wien stadtteilweise folgende Volksbefragungen durchgeführt werden?“

- 6., 7., 8., 9., 12., 15., 16., 17., 18., 19. Bezirk: Sind Sie dafür, dass die Straßenbahn auf der Gesamtstrecke der heutigen Linie 8 trotz Gürtelumgestaltung sowie Verlängerung und Umbenennung der Stadtbahn in U 6 erhalten bleibt?
- 15. Bezirk: Sind sie dafür, dass die Linie 9 der Straßenbahn weiter durch die Felberstraße fährt und nicht einem dort geplanten Straßenausbau für den Autoverkehr weichen muss?
- 21. Bezirk: Soll der jetzt durch Floridsdorfer Wohngebiet fahrende Schwerverkehr ohne Straßenneubau auf den bestehenden Umfahrungsring verlagert werden?
- 15., 16. Bezirk: Soll das 3,3 Hektar große Areal auf der Schmelz an der Ecke Gablenzgasse/Possingergasse unverbaut bleiben und als Park öffentlich zugänglich werden?
- 12. Bezirk: Sollen die Hetzendorfer Kleingartenareale (Altmannsdorfer Anger, Egelsee, Strohberggründe, Gaßmannstraße) unverbaut bleiben?
- 13., 23 Bezirk:

a) Soll der 4 Hektar große Grünbereich Maurer Lange Gasse/Kaserngasse von einer Bebauung, auch einer teilweisen, freigehalten werden und für die Bevölkerung zugänglich sein?
b) Soll das dort befindliche Körnerschlößl als Schulstandort erhalten sowie als öffentliche Öko-Projektschule (10- bis 18-Jährige) und als öffentliches Kulturzentrum verwendet werden und die genannten Vorhaben bis zum Vorliegen der Befragungsergebnisse gestoppt werden?
- Stimmberechtigte: 1.129.808
- Gültige Stimmen: 68.745
- Ungültige Stimmen: 286
- JA: 63.503
- NEIN: 5.242

### EXPO-Abstimmung und Staustufe Wien,  14. bis 16. Mai 1991
Das Expo-Projekt Wien-Budapest für 1995 wird ungeachtet breiter Unterstützung durch Politik, Medien und Wirtschaftskreise mit 65%iger Mehrheit abgelehnt, die gleichzeitig zur Frage gestellte Staustufe Wien (Kraftwerk Freudenau) aber mit über 70 % Mehrheit von den abstimmenden Bürgern gebilligt. In der Folge kommt es auch ohne expo zum Ausbau der Donau City am linken Wiener Donauufer, das Instrument der Volksbefragung wird in der Folge für rund 19 Jahre nicht angewandt.
- Stimmberechtigte: 1.127.743, Wahlbeteiligung: 43,7 Prozent

- Frage 1: „Sind Sie dafür, dass im Jahr 1995 in Wien eine Weltausstellung abgehalten wird?“

- Gültige Stimmen: 485.907
- Ungültige Stimmen: 6.936
- JA: 170.807
- NEIN: 315.100

- Frage 2: „Sind Sie dafür, dass die Donaukraftwerke im Bereich des Hafens Freudenau ein Wasserkraftwerk errichten?“

- Gültige Stimmen: 488.063
- Ungültige Stimmen: 4.780
- JA: 354.533
- NEIN: 133.530

### „Wien will’s wissen“: Volksbefragung vom 11. bis 13. Februar 2010
In einer Volksbefragung vom 11. bis 13. Februar 2010 wurden fünf Fragen zu verschiedenen Themenbereichen an die Bevölkerung gerichtet.
- Stimmberechtigte: 1.144.877, Wahlbeteiligung: 35,9 Prozent[5]

- Frage 1: „Sind Sie dafür, dass in Wien die Möglichkeit geschaffen wird, neue Hausbesorger einzustellen?“
  - Gültige Stimmen: 360.854
  - Ungültige Stimmen: 9.596
  - JA: 302.559
  - NEIN: 58.295

- Frage 2: „Sind Sie für ein flächendeckendes Angebot an Ganztagsschulen in Wien?“
  - Gültige Stimmen: 355.804
  - Ungültige Stimmen: 14.646
  - JA: 272.418
  - NEIN: 83.386

- Frage 3: „Soll in Wien eine Citymaut eingeführt werden?“
  - Gültige Stimmen: 362.364
  - Ungültige Stimmen: 8.086
  - JA: 85.079
  - NEIN: 277.285

- Frage 4: „Sind Sie dafür, dass die U-Bahn am Wochenende auch in der Nacht fährt?“
  - Gültige Stimmen: 364.036
  - Ungültige Stimmen: 6.414
  - JA: 199.968
  - NEIN: 164.068

- Frage 5: „Sind Sie dafür, dass es in Wien für sogenannte „Kampfhunde“ einen verpflichtenden Hundeführschein geben soll?“
  - Gültige Stimmen: 365.315
  - Ungültige Stimmen: 5.135
  - JA: 326.839
  - NEIN: 38.476

### Volksbefragung vom 7. bis 9. März 2013
Eine weitere Volksbefragung wurde im Zeitraum vom 7. bis 9. März 2013 durchgeführt. Die Stadtregierung hat die Fragen am 14. Dezember im Rahmen der letzten Gemeinderatssitzung im Jahr 2012 beschlossen.

Die Fragen (Antwortmöglichkeiten) lauteten:
- Frage 1: „Wie soll die Parkplatzsituation und Lebensqualität für BezirksbewohnerInnen verbessert werden?“

A) Es sollen für jeden Wiener Bezirk Parkraumregelungen eingeführt werden.
B) Es soll Lösungen für einzelne Bezirke geben (mit Berücksichtigung der Interessen der Nachbarbezirke)
- Gültige Stimmen: 344.433 (86,11 %)
- Ungültige Stimmen: 55.548 (13,89 %)
- A: 125.775 (36,52 %)
- B: 218.658 (63,48 %)

- Frage 2: „Soll sich die Stadt um die Austragung der Olympischen Sommerspiele 2028 bemühen?“
  - Gültige Stimmen: 386.661 (96,67 %)
  - Ungültige Stimmen: 13.320 (3,33 %)
  - JA: 108.247 (28,00 %)
  - NEIN: 278.414 (72,00 %)
- Frage 3: „Die kommunalen Betriebe bieten der Wiener Bevölkerung wichtige Dienstleistungen. Zum Beispiel Wasser, Kanal, Müllabfuhr, Energie, Spitäler, Gemeindewohnbauten und öffentliche Verkehrsmittel. Sind Sie dafür, dass diese Betriebe vor einer Privatisierung geschützt werden?“
  - Gültige Stimmen: 388.605 (97,16 %)
  -  Ungültige Stimmen: 11.376 (2,84 %)
  - JA: 338.754 (87,17 %)
  - NEIN: 49.851 (12,83 %)
- Frage 4: „Soll die Stadt nach dem Beispiel der BürgerInnen-Solarkraftwerke weitere erneuerbare Energieprojekte entwickeln, die mit finanzieller Beteiligung der BürgerInnen realisiert werden?“
  - Gültige Stimmen: 365.687 (91,43 %)
  -  Ungültige Stimmen: 34.294 (8,57 %)
  - JA: 245.231 (67,06 %)
  - NEIN: 120.456 (32,94 %)